# Río Apayao
El río Apayao es un curso de agua de las Filipinas. Discurre por la provincia de Cagayán, en la isla de Luzón.

## Curso
El río aparece descrito en el primer volumen del Diccionario geográfico, estadístico, histórico de las Islas Filipinas de Manuel Buzeta Núñez y Felipe Bravo con las siguientes palabras:

APAYAO: r. de la isla de Luzon, prov. de Cagayan. Nace en los Caraballos del N., á los 124° 40' long., y los 17° 54' lat. Hállase descrito bajo el nombre de abuluj que le dá el pueblo así llamado; quitándole el de apayao, con que, en su origen, corre por 7 y 3/4 leg. Recibe este nombre de los Apayaos indios habitantes de esta comarca.
(Buzeta y Bravo, 1850, p. 307)